# Белокриницкая иерархия
Белокрини́цкая иера́рхия или Австрийская иерархия (Белокрини́цкое или Австрийское согла́сие) — наименование православной старообрядческой церкви, ведущей начало от митрополита Амвросия (Папагеоргопулоса), перешедшего в 1846 году из Константинопольского патриархата в старообрядчество и основавшего её иерархию.

## История
В 1783 году, ради увеличения численности населения империи, австрийский император Иосиф II пригласил русских старообрядцев из Молдавии переселиться в Буковину и обещал им свободу вероисповедания, те явились и основали в Белой Кринице монастырь.
Белокриницкая иерархия получила название по селу Белая Криница на Северной Буковине, бывшей в составе Австрийской и Австро-Венгерской империи (ныне Черновицкая область), ставшего архиерейской кафедрой митрополита Амвросия и его преемников. В русскоязычных источниках понятие «Белокриницкая иерархия» отождествляют как правило с Русской православной старообрядческой церковью (РПСЦ), но исторически существовало всего три независимых юрисдикции, к которым применимо понятие «Белокриницкая иерархия»:
- Русская православная старообрядческая церковь с центром в Рогожской слободе в Москве (Россия);
  - Древлеправославная церковь Украины — отделилась от РПСЦ в 2022 году;
- Древлеправославная старообрядческая церковь Румынии с центром в городе Браила (Румыния);
- Неокружническая иерархия — возникла в результате раскола, начавшегося после выхода «Окружного послания» в 1862 году; в советское время пресеклась.